# Lista de mulheres laureadas com o Nobel

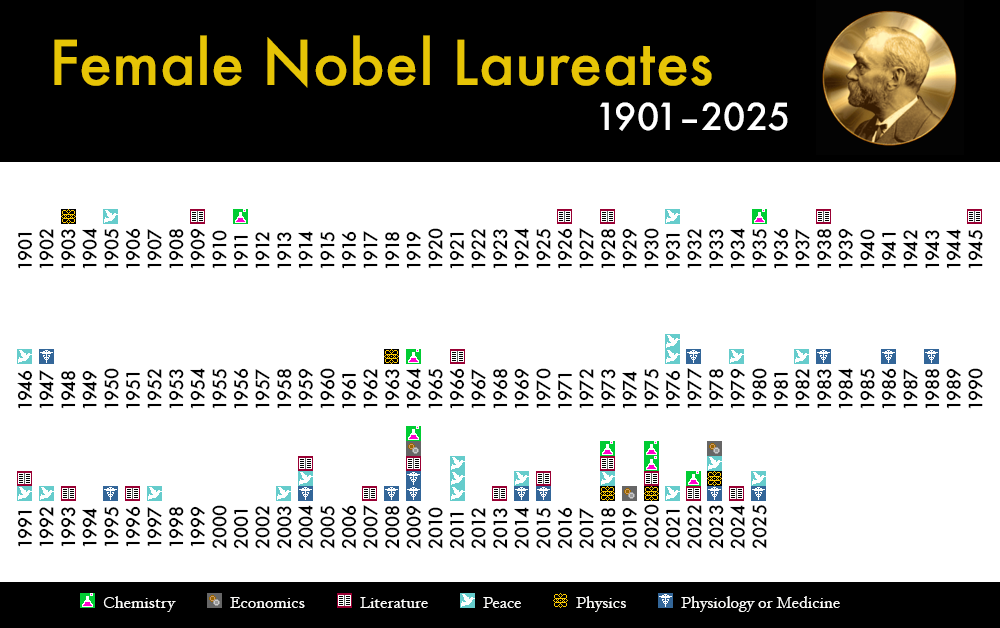
Todos os prêmios Nobel ganhos por mulheres (1901–2023)

Esta é uma lista de mulheres laureadas com o Nobel. Até o ano de 2024, 65 mulheres ganharam o Prêmio Nobel, e um total de 66 Prêmios Nobel foram concedidos a mulheres (Marie Curie ganhou duas vezes, uma em Física e outro em Química). Até 2024, o Prêmio Nobel foi concedido a um total de 908 homens, 65 mulheres e 27 organizações (contando aqueles que ganharam vários prêmios apenas uma vez cada).
A primeira mulher a ganhar um Prêmio Nobel foi Marie Curie, que ganhou o Prêmio Nobel de Física em 1903 com seu marido, Pierre Curie, e Antoine Henri Becquerel. Curie também é a única mulher a ganhar múltiplos Prêmios Nobel; em 1911, ela ganhou o Prêmio Nobel de Química. A filha de Curie, Irène Joliot-Curie, ganhou o Prêmio Nobel de Química em 1935, tornando ambas a única dupla de mãe e filha a receber o Prêmio Nobel.
O maior número de prêmios Nobel atribuídos a mulheres em um único ano foi em 2009, quando cinco mulheres foram laureadas em quatro categorias.
As mulheres que receberam o Prêmio Nobel mais recentemente foram Han Kang de Literatura (2024), Claudia Goldin de Economia (2023), Narges Mohammadi da Paz (2023), Anne L'Huillier de Física (2023), Katalin Karikó de Fisiologia ou Medicina (2023), Annie Ernaux de Literatura (2022), Carolyn Bertozzi de Química (2022), Maria Ressa da Paz (2021), Louise Glück em Literatura (2020), Emmanuelle Charpentier e Jennifer Doudna em Química (2020), Andrea Ghez em Física (2020).
A distribuição das mulheres ganhadoras do Prêmio Nobel é a seguinte:
- dezenove mulheres ganharam o Prêmio Nobel da Paz (17,1% de 111 indivíduos (e 30 organizações) no total);[5]
- dezoito ganharam o Prêmio Nobel de Literatura (14,9% de 121 laureados no total);[6]
- treze ganharam o Prêmio Nobel de Fisiologia ou Medicina (5,7% de 227 laureados no total);[7]
- oito ganharam o Prêmio Nobel de Química (4,1% de 194 laureados no total);[8]
- cinco ganharam o Prêmio Nobel de Física (2,2% de 224 laureados no total);[9]
- e três ganharam o Prêmio Nobel de Ciências Econômicas (3,2% de 93 laureados no total).[10]

## Laureadas
| Ano  | Imagem           | Laureada                                                                         | País                       | Categoria              | Citação |
| ---- | ---------------- | -------------------------------------------------------------------------------- | -------------------------- | ---------------------- | --- |
| 1903 |                  | Marie Skłodowska Curie (dividido com Pierre Curie e Antoine Henri Becquerel)     | Polônia e França           | Física                 | "pelas suas pesquisas conjuntas sobre o fenômeno da radiação descoberta pelo professor Antoine Henri Becquerel"                                                                         |
| 1905 |                  | Bertha von Suttner                                                               | Áustria–Hungria            | Paz                    | por ter escrito Abaixo as Armas! e ter contribuído para a criação do Prêmio; Presidente Honorária da Gabinete Internacional Permanente para a Paz;                                      |
| 1909 |                  | Selma Lagerlöf                                                                   | Suécia                     | Literatura             | "em apreciação pelo idealismo sublime, imaginação vívida e percepção espiritual que caracterizam seus escritos"                                                                         |
| 1911 |                  | Marie Skłodowska Curie                                                           | Polônia e França           | Química                | "por sua descoberta dos elementos químicos rádio e polônio" |
| 1926 |                  | Grazia Deledda                                                                   | Itália                     | Literatura             | "por seus escritos idealisticamente inspirados que, com clareza plástica descreve a vida na sua ilha natal e com profundidade e simpatia trata dos problemas humanos em geral"          |
| 1928 |                  | Sigrid Undset                                                                    | Noruega                    | Literatura             | "principalmente pelas suas fortes descrições da vida nórdica durante a Idade Média" |
| 1931 |                  | Jane Addams (dividido com Nicholas Murray Butler)                                | Estados Unidos             | Paz                    | "[p]or seu trabalho de reforma social" e por "liderar a Liga Internacional de Mulheres pela Paz e Liberdade"                                                                            |
| 1935 |                  | Irène Joliot-Curie (dividido com Frédéric Joliot-Curie)                          | França                     | Química                | "pela síntese de novos elementos radioativos"; descobriu a existência do nêutron e a radioatividade artificial                                                                          |
| 1938 |                  | Pearl S. Buck                                                                    | Estados Unidos             | Literatura             | "por suas ricas e verdadeiras descrições épicas da vida dos camponeses na China e por seus trabalhos biográficos"                                                                       |
| 1945 |                  | Gabriela Mistral                                                                 | Chile                      | Literatura             | "por sua poesia lírica, inspirada por fortes emoções, que fez de seu nome um símbolo das aspirações idealistas de todo o mundo latino-americano"                                        |
| 1946 |                  | Emily Greene Balch (dividido com John Raleigh Mott)                              | Estados Unidos             | Paz                    | "ex-professora de História e Sociologia; Presidente internacional honorária, Liga Internacional de Mulheres pela Paz e Liberdade"                                                       |
| 1947 |                  | Gerty Cori (dividido com Carl Ferdinand Cori e Bernardo Houssay)                 | Estados Unidos             | Fisiologia ou Medicina | "por suas descobertas do processo de conversão catalítica de carboidratos" |
| 1963 |                  | Maria Goeppert-Mayer (dividido com J. Hans D. Jensen e Eugene Wigner)            | Estados Unidos             | Física                 | "por suas contribuições para a teoria do núcleo atômico e partículas elementares, particularmente pela descoberta e aplicações dos princípios fundamentais de simetria"                 |
| 1964 |                  | Dorothy Crowfoot Hodgkin                                                         | Reino Unido                | Química                | "por suas determinações por técnicas de raio-X das estruturas de importantes substâncias bioquímicas"                                                                                   |
| 1966 |                  | Nelly Sachs (dividido com Samuel Agnon)                                          | Suécia e Alemanha          | Literatura             | "por sua arte narrativa profundamente característica com motivos da vida do povo judeu"                                                                                                 |
| 1976 |                  | Betty Williams                                                                   | Reino Unido                | Paz                    | "Fundador[as] do Movimento pela Paz na Irlanda do Norte (posteriormente renomeado Comunidade Gente de Paz)"                                                                             |
| 1976 | Mairead Corrigan |                                                                                  | Reino Unido                | Paz                    | "Fundador[as] do Movimento pela Paz na Irlanda do Norte (posteriormente renomeado Comunidade Gente de Paz)"                                                                             |
| 1977 |                  | Rosalyn Yalow (dividido com Roger Guillemin e Andrew Schally)                    | Estados Unidos             | Fisiologia ou Medicina | "por estudos relacionados com vários hormônios produzidos pelo hipotálamo." |
| 1979 |                  | Madre Teresa de Calcutá                                                          | Índia e Jugoslávia         | Paz                    | "Fundadora das Missionárias da Caridade." |
| 1982 |                  | Alva Reimer Myrdal (dividido com Alfonso García Robles)                          | Suécia                     | Paz                    | "[por] seus trabalhos magníficos nas negociações de desarmamento das Nações Unidas, nas quais ambas tiveram papel crucial e ganharam reconhecimento internacional"                      |
| 1983 |                  | Barbara McClintock                                                               | Estados Unidos             | Fisiologia ou Medicina | "pelo seu trabalho com os transposões" |
| 1986 |                  | Rita Levi-Montalcini (dividido com Stanley Cohen)                                | Itália e Estados Unidos    | Fisiologia ou Medicina | "pelas suas descobertas do fator de crescimento da epiderme" |
| 1988 |                  | Gertrude B. Elion (dividido com James W. Black e George H. Hitchings)            | Estados Unidos             | Fisiologia ou Medicina | "por suas descobertas de princípios fundamentais para o tratamento com drogas." |
| 1991 |                  | Nadine Gordimer                                                                  | África do Sul              | Literatura             | "que pela sua magnífica escrita épica trouxe — nas palavras de Alfred Nobel — um grande benefício para a humanidade"                                                                    |
| 1991 |                  | Aung San Suu Kyi                                                                 | Myanmar                    | Paz                    | "por sua luta não-violenta pela democracia e direitos humanos" |
| 1992 |                  | Rigoberta Menchú                                                                 | Guatemala                  | Paz                    | "por seu trabalho por justiça social e reconciliação étnico-cultural baseada no respeito pelos direitos dos povos indígenas"                                                            |
| 1993 |                  | Toni Morrison                                                                    | Estados Unidos             | Literatura             | "que em romances caracterizados por força visionária e lastro poético, oferece vida a um aspecto essencial da realidade dos Estados Unidos"                                             |
| 1995 |                  | Christiane Nüsslein-Volhard (dividido com Edward B. Lewis e Eric F. Wieschaus)   | Alemanha                   | Fisiologia ou Medicina | "pela identificação dos genes que controlam o início do desenvolvimento dos animais (genes homeóticos)"                                                                                 |
| 1996 |                  | Wisława Szymborska                                                               | Polônia                    | Literatura             | "pela poesia que, com precisão irônica, permite que contextos históricos e biológicos venham à tona, em fragmentos de realidade humana"                                                 |
| 1997 |                  | Jody Williams (dividido com a Campanha Internacional para a Eliminação de Minas) | Estados Unidos             | Paz                    | "por seu trabalho pela proibição e limpeza de minas antipessoais" |
| 2003 |                  | Shirin Ebadi                                                                     | Irã                        | Paz                    | "por seus esforços pela democracia e os direitos humanos. Concentrou-se especialmente na luta pelos direitos das mulheres e das crianças"                                               |
| 2004 |                  | Elfriede Jelinek                                                                 | Áustria                    | Literatura             | "pelo seu fluxo musical de vozes e contra-vozes em novelas e peças que com extraordinário zelo linguístico revelam o absurdo dos clichés/clichês da sociedade e o seu poder subjugante" |
| 2004 |                  | Wangari Maathai                                                                  | Quênia                     | Paz                    | "por sua contribuição para o desenvolvimento sustentável, a democracia e a paz" |
| 2004 |                  | Linda Buck (dividido com Richard Axel)                                           | Estados Unidos             | Fisiologia ou Medicina | "pelas suas descobertas dos receptores odoríferos e organização do sistema olfactivo"                                                                                                   |
| 2007 |                  | Doris Lessing                                                                    | Reino Unido                | Literatura             | "tal epicista da experiência feminina que, com ceticismo, ardor e poder visionário sujeitou uma civilização dividia ao escrutínio"                                                      |
| 2008 |                  | Françoise Barré-Sinoussi (dividido com Harald zur Hausen e Luc Montagnier)       | França                     | Fisiologia ou Medicina | "por suas descobertas sobre o vírus da imunodeficiência humana" |
| 2009 |                  | Elizabeth Blackburn (dividido com Jack W. Szostak)                               | Austrália e Estados Unidos | Fisiologia ou Medicina | "pela descoberta da enzima telomerase e dos telómeros como protectores das extremidades dos cromossomas"                                                                                |
| 2009 |                  | Carol Greider (dividido com Jack W. Szostak)                                     | Estados Unidos             | Fisiologia ou Medicina | "pela descoberta da enzima telomerase e dos telómeros como protectores das extremidades dos cromossomas"                                                                                |
| 2009 |                  | Ada Yonath (dividido com Venkatraman Ramakrishnan e Thomas A. Steitz)            | Israel                     | Química                | "por trabalhos sobre "a estrutura e a função do ribossoma", estrutura que produz as proteínas nas células"                                                                              |
| 2009 |                  | Herta Müller                                                                     | Alemanha e Romênia         | Literatura             | "que, com a densidade da sua poesia e franqueza da prosa, retrata o universo dos desapossados"                                                                                          |
| 2009 |                  | Elinor Ostrom (dividido com Oliver E. Williamson)                                | Estados Unidos             | Economia               | "pela sua análise da governança econômica, especialmente dos bens comuns" |
| 2011 |                  | Ellen Johnson Sirleaf                                                            | Libéria                    | Paz                    | "pelas suas lutas não-violentas pela segurança de mulheres e pelos direitos das mulheres de sua plena participação no trabalho de construção da paz"                                    |
| 2011 | Leymah Gbowee    |                                                                                  | Libéria                    | Paz                    | "pelas suas lutas não-violentas pela segurança de mulheres e pelos direitos das mulheres de sua plena participação no trabalho de construção da paz"                                    |
| 2011 |                  | Tawakel Karman                                                                   | Iêmen                      | Paz                    | "pelas suas lutas não-violentas pela segurança de mulheres e pelos direitos das mulheres de sua plena participação no trabalho de construção da paz"                                    |
| 2013 |                  | Alice Munro                                                                      | Canadá                     | Literatura             | "mestra do conto contemporâneo" |
| 2014 |                  | May-Britt Moser (dividido com Edvard Moser e John O'Keefe)                       | Noruega                    | Fisiologia ou Medicina | "pelas suas descobertas de células que constituem um sistema de posicionamento no cérebro"                                                                                              |
| 2014 |                  | Malala Yousafzai (dividido com Kailash Satyarthi)                                | Paquistão                  | Paz                    | "por sua luta contra a repressão de crianças e jovens e pelo direito de todas as crianças à educação".                                                                                  |
| 2015 |                  | Tu Youyou (dividido com William C. Campbell e Satoshi Ōmura)                     | China                      | Fisiologia ou Medicina | "pelas suas descobertas sobre uma nova terapia contra a malária" |
| 2015 |                  | Svetlana Alexijevich                                                             | Bielorrússia               | Literatura             | "pelos seus escritos polifônicos, um monumento ao sofrimento e à coragem em nosso tempo"                                                                                                |
| 2018 |                  | Donna Strickland (dividido com Gérard Mourou e Arthur Ashkin)                    | Canadá                     | Física                 | "por invenções inovadoras no campo da física do laser" |
| 2018 |                  | Frances Arnold (dividido com Gregory Winter e George Smith)                      | Estados Unidos             | Química                | "pela evolução dirigida de enzimas" |
| 2018 |                  | Nadia Murad (dividido com Denis Mukwege)                                         | Iraque                     | Paz                    | "por seus esforços pelo fim do uso da violência sexual como uma arma de guerra e de conflito armado"                                                                                    |
| 2018 |                  | Olga Tokarczuk                                                                   | Polônia                    | Literatura             | "por uma imaginação narrativa que, com paixão enciclopédica, representa o cruzamento de fronteiras como uma forma de vida"                                                              |
| 2019 |                  | Esther Duflo (dividido com Abhijit Banerjee e Michael Kremer)                    | França e Estados Unidos    | Economia               | "por sua abordagem experimental para aliviar a pobreza global" |
| 2020 |                  | Andrea Ghez (dividido com Reinhard Genzel e Roger Penrose)                       | Estados Unidos             | Física                 | "pela descoberta de um objeto compacto supermassivo no centro de nossa galáxia" |
| 2020 |                  | Emmanuelle Charpentier (dividido com Jennifer Doudna)                            | França                     | Química                | "pelo desenvolvimento de um método de edição de genoma" |
| 2020 |                  | Jennifer Doudna (dividido com Emmanuelle Charpentier)                            | Estados Unidos             | Química                | "pelo desenvolvimento de um método de edição de genoma" |
| 2020 |                  | Louise Glück                                                                     | Estados Unidos             | Literatura             | "por sua inconfundível voz poética que com austera beleza torna universal a existência individual"                                                                                      |
| 2021 |                  | Maria Ressa (dividido com Dmitry Muratov)                                        | Filipinas                  | Paz                    | "pelo seu esforço na proteção da liberdade de expressão, que é pré-condição para a democracia e uma paz duradoura"                                                                      |
| 2022 |                  | Carolyn Bertozzi (dividido com Morten Meldal e Barry Sharpless)                  | Estados Unidos             | Química                | "pelo desenvolvimento da química do clique e da química bioortogonal" |
| 2022 |                  | Annie Ernaux                                                                     | França                     | Literatura             | "pela coragem e acuidade clínica com que descortina as raízes, os estranhamentos e os constrangimentos coletivos da memória pessoal".                                                   |
| 2023 |                  | Katalin Karikó (dividido com Drew Weissman)                                      | Hungria e Estados Unidos   | Fisiologia ou Medicina | "pelas suas descobertas relativas às modificações de base que permitiram o desenvolvimento de vacinas de mRNA eficazes contra a COVID-19"                                               |
| 2023 |                  | Anne L'Huillier (dividido com Pierre Agostini e Ferenc Krausz)                   | França                     | Física                 | "pelos seus métodos experimentais que geram pulsos de luz de attosegundos para o estudo da dinâmica eletrônica na matéria".                                                             |
| 2023 |                  | Narges Mohammadi                                                                 | Irã                        | Paz                    | "pela sua luta contra a opressão das mulheres no Irã e pela sua luta para promover os direitos humanos e a liberdade para todos".                                                       |
| 2023 |                  | Claudia Goldin                                                                   | Estados Unidos             | Economia               | "por ter avançado a nossa compreensão dos resultados do mercado de trabalho das mulheres".                                                                                              |
| 2024 |                  | Han Kang                                                                         | Coreia do Sul              | Literatura             | “pela sua intensa prosa poética que confronta traumas históricos e expõe a fragilidade da vida humana”.                                                                                 |